# Georges d'Héliand
 (novembre 2024).
Georges d'Héliand, né le 25 janvier 1842 à Angers et mort le 11 septembre 1860 à Castelfidardo, est un zouave pontifical.

## Biographie

### Famille
Né le 25 janvier 1842 à Angers, Georges d'Héliand est le fils de Pierre-Georges d'Héliand et de Marie-Pauline de Quatrebarbes. Il a deux sœurs, Marie-Clotilde (1840-1862) et Catherine (1844-1917), fille de la charité de saint Vincent de Paul qui fonda la Communauté religieuse de Saint-Georges-de-L'Isle au  Château de l'Ile-du-Gast. 
La famille d'Héliand qui possède le château d'Ampoigné et le château de l'Ile-du-Gast est une famille noble de l'Anjou dont la noblesse prouvée remonte à 1532. Son grand-père Pierre d'Héliand (1771-1837) émigra pendant la Révolution, et il est élevé dans un milieu légitimiste et dévoué à la cause pontifical.

### Zouave pontifical
Après des études au collège de Vannes, suivant ses opinions politiques et sa fidélité religieuse, il se met en 1860, au service de la cause pontificale dans la lutte contre Garibaldi, à la disposition de général de Lamoricière. Il s'engage en 1860 dans le bataillon franco-belge, Zouaves pontificaux avec son cousin Zacharie Famille du Réau de La Gaignonnière.
Enrôlé dans les volontaires, il se dirige vers le camp de Terni, le 27 août 1860. Le 10 septembre, il assiste à la Bataille de Castelfidardo, où il est blessé à la jambe au commencement de l'action. Il est blessé mortellement, frappé d'une balle à la tête.
Mgr Louis-Édouard Pie a fait l'oraison funèbre de Georges d'Héliand.

## Brochures associées
- Comte Anatole de Ségur, Les martyrs de Castelfidardo, Paris : Ambroise Bray, 1861
- Abbé Antoine Grillot, Les martyrs de la Santa Casa, Mame, Tours.